# Landsbanki
Landsbanki o Landsbanki Íslands (en español: Banco Nacional) es el más antiguo de los bancos de Islandia, así como el segundo más grande. 
Fue fundado en 1885 y a partir de 1927 tuvo la responsabilidad de banco central debido a que fue la institución encargada de la emisión de billetes en Islandia hasta 1961 con la creación del Banco Central de Islandia. En ese tiempo, la emisión de monedas quedó como una responsabilidad del estado. 
Entre 1998 y 2003, este banco se convirtió en una compañía privada. El 44% del patrimonio del banco pertenece a la familia del empresario islandés Björgólfur Thor Björgólfsson.
Landsbanki posee unas 52 filiales en Islandia. Con una estrecha diferencia, Landsbanki posee la mayoría de los depósitos de ahorro de los bancos islandeses después de Glitnir y el Banco Kaupthing.
Landsbanki fue uno de los bancos que más sufrió las consecuencias de la crisis financiera de 2008. El estado aplicó una medida de vigilancia a esta institución el 7 de octubre de 2008 para evitar una quiebra en el sistema financiero islandés.
Su filial en Luxemburgo, Landsbanki Luxemburg S.A. se declaró en quiebra al día siguiente. Las operaciones del banco fueron llevadas a cabo a partir del 9 de octubre por el banco Nýi Landsbanki (Nuevo Landsbanki). El 27 de octubre de 2008, la junta directiva de Landsbanki declaró que es incapaz de hacer pagos de depósitos.
En 2009 los directivos, ejecutivos y auditores de este banco junto a los de Kaupthing Bank, Glitnir y el Banco Central de Islandia obtuvieron el Premio Ig Nobel de Economía.
El 10 de abril de 2011 se consulta al pueblo islandés mediante referéndum para conceder el Estado ayudas al banco. El 60% de los votantes dijeron NO al pago. Holanda y Reino Unido, los mayores perjudicados con cerca de 300.000 clientes, recurrirán a los Tribunales. El banco  tiene 3.700 millones de euros de deuda pendiente en 15 años con un interés del 5,5%.